# Saison 2022-2023 de la PSA
Le PSA World Tour 2022-2023 est le circuit professionnel de tournois de squash organisé par l'association professionnelle de squash (PSA) pour la saison 2022-2023 qui se tient du 1er août 2022 au 31 juillet 2023. Les tournois les plus importants du circuit sont les championnats du monde masculin et féminin. Le circuit est constitué de trois catégories World Series, avec les plus importantes dotations en argent et en points, International and Challenger. En fin d'année, le circuit PSA World Series se conclut par le World Series Finals et le tournoi final PSA World Series à Dubaï, la fin de la saison world series pour les 8 meilleurs joueurs et joueuses au classement.
Le PSA World Tour (anciennement PSA World Series) comprend les tournois les plus importants en prix en argent (50 000 $ - 1 000 000 000 $) pour les joueurs plus expérimentés et mieux classés, y compris les championnats du monde PSA et les finales du PSA World Tour, étiquetés comme suit :
- PSA World Tour Platinum - tirages 48 joueurs - 165 000 $.
- PSA World Tour Gold - tirages au sort 24 joueurs - 97 500 $ - 100 000 $.
- PSA World Tour Argent - 24 joueurs - tirages au sort -67 500 $ - 70 000 $.
- PSA World Tour Bronze - tirages au sort pour 24 joueurs - 45 000 $ - 47 500 $.

Les tournois du PSA Challenger Tour offrent un circuit de 5 500 $ à 30 000 $, un circuit idéal pour les joueurs moins expérimentés et les joueurs à venir, qui comprend les niveaux suivants :
- Tournée du PSA Challenger 30 - 30 000 $
- PSA Challenger Tour 20 - 20 000 $
- Tournée du PSA Challenger 10 - 12 000 $.
- PSA Challenger Tour 5 - 6 000 $.
- PSA Challenger Tour 3 - 3 000 $.

De plus, PSA met en œuvre certains changements de règles comme la suppression des tours de qualification, 7 wildcards du Championnat du monde PSA sont attribués chaque année aux sept meilleurs joueurs du classement du PSA Challenger Tour. Enfin, PSA et WSF gèrent conjointement PSA Satellite Tour, un circuit pour les joueurs amateurs ou juniors qui visent à devenir des joueurs professionnels.

## Calendrier 2022-2023

### Légendes
| Championnats du monde |
| PSA Platinum          |
| PSA Gold              |
| PSA Silver            |
| PSA Bronze            |

### 2022

#### Août
| Tournoi | Date            | Champion                              | Finaliste     | Demi-finalistes            | Quart de finalistes                                                 |
| --- | --------------- | ------------------------------------- | ------------- | -------------------------- | ------------------------------------------------------------------- |
| CIB Zed Squash Open Le Caire, Égypte Homme : PSA Bronze 55 000 $ - tableau Femme : PSA Bronze 55 000 $ - tableau | 24-28 août 2022 | Youssef Soliman 11–8, 11–5, 11–6      | Victor Crouin | Omar Mosaad Raphael Kandra | Balázs Farkas Yahya Elnawasany Mohamed Elsherbini Moustafa El Sirty |
| CIB Zed Squash Open Le Caire, Égypte Homme : PSA Bronze 55 000 $ - tableau Femme : PSA Bronze 55 000 $ - tableau | 24-28 août 2022 | Nour El Tayeb 11–7, 12–14, 11–6, 11–4 | Salma Hany    | Farida Mohamed Nele Gilis  | Nadine Shahin Hana Ramadan Mélissa Alves Marina Stefanoni           |

#### Septembre
| Tournoi | Date                          | Champion                                    | Finaliste          | Demi-finalistes                | Quart de finalistes                                                  |
| --- | ----------------------------- | ------------------------------------------- | ------------------ | ------------------------------ | -------------------------------------------------------------------- |
| Qatar Classic Doha, Qatar Homme : PSA Platinum 187 750 $ - tableau                                                  | 4-10 septembre 2022           | Mohamed El Shorbagy 11–4, 11–6, 7–11, 11–8  | Victor Crouin      | Tarek Momen Mostafa Asal       | Diego Elías Marwan El Shorbagy Abdulla Al-Tamimi Miguel Á Rodríguez  |
| South Western Women’s Open Houston, États-Unis Homme : PSA Gold 110 000 $ - tableau                                 | 6-11 septembre 2022           | Nouran Gohar 12–10, 11–5, 11–7              | Nour El Tayeb      | Amanda Sobhy Rowan Elaraby     | Salma Hany Olivia Fiechter Emily Whitlock Georgina Kennedy           |
| Open de France de squash Nantes, France Homme : PSA Bronze 55 000 $ - tableau Femme : PSA Bronze 55 000 $ - tableau | 12-17 septembre 2022          | Victor Crouin 11–6, 9–11, 6–11, 11–8, 12–10 | Marwan El Shorbagy | Saurav Ghosal Auguste Dussourd | Iker Pajares Declan James George Parker Leonel Cárdenas              |
| Open de France de squash Nantes, France Homme : PSA Bronze 55 000 $ - tableau Femme : PSA Bronze 55 000 $ - tableau | 12-17 septembre 2022          | Nele Gilis 11–9, 11–6, 11–3                 | Tinne Gilis        | Tesni Evans Fayrouz Aboelkheir | Nour Aboulmakarim Nardine Garas Nicole Bunyan Salma Eltayeb          |
| Open d'Égypte Le Caire, Égypte Homme : PSA Platinum 300 000 $ - tableau Femme : PSA Platinum 300 000 $ - tableau    | 19 - 25 septembre 2022        | Ali Farag 11–6, 8–11, 11–4, 11–7            | Paul Coll          | Diego Elías Mostafa Asal       | Fares Dessouky Marwan El Shorbagy Tarek Momen Mazen Hesham           |
| Open d'Égypte Le Caire, Égypte Homme : PSA Platinum 300 000 $ - tableau Femme : PSA Platinum 300 000 $ - tableau    | 19 - 25 septembre 2022        | Hania El Hammamy 11–7, 11–13, 11–3, 11–4    | Nouran Gohar       | Amanda Sobhy Nour El Sherbini  | Olivia Fiechter Tesni Evans Sarah-Jane Perry Hollie Naughton         |
| Netsuite Open San Francisco, États-Unis Homme : PSA Silver 80 000 $ - tableau Femme : PSA Silver 80 000 $ - tableau | 30 septembre - 4 octobre 2022 | Mohamed El Shorbagy 6–11, 11–9, 11–2, 11–8  | Mar El Shorbagy    | Diego Elías Mazen Hesham       | Shahjahan Khan Miguel Ángel Rodríguez Saurav Ghosal Aly Abou Eleinen |
| Netsuite Open San Francisco, États-Unis Homme : PSA Silver 80 000 $ - tableau Femme : PSA Silver 80 000 $ - tableau | 30 septembre - 4 octobre 2022 | Amanda Sobhy 9–11, 11–5, 11–3, 11–7         | Farida Mohamed     | Joelle King Hollie Naughton    | Chan Sin Yuk Hana Ramadan Sabrina Sobhy Lisa Aitken                  |

#### Octobre
| Tournoi | Date               | Champion                                       | Finaliste          | Demi-finalistes                        | Quart de finalistes                                       |
| --- | ------------------ | ---------------------------------------------- | ------------------ | -------------------------------------- | --------------------------------------------------------- |
| US Open Philadelphie, États-Unis Homme : PSA Platinum 181 377 $ - tableau Femme : PSA Platinum 181 377 $ - tableau | 8-15 octobre 2022  | Diego Elías 2–0, rtd                           | Ali Farag          | Marwan El Shorbagy Mohamed El Shorbagy | Paul Coll Tarek Momen Youssef Soliman Joel Makin          |
| US Open Philadelphie, États-Unis Homme : PSA Platinum 181 377 $ - tableau Femme : PSA Platinum 181 377 $ - tableau | 8-15 octobre 2022  | Nouran Gohar 11–7, 9–11, 11–7, 11–6            | Nour El Sherbini   | Nour El Tayeb Joelle King              | Rowan Elaraby Sabrina Sobhy Amanda Sobhy Salma Hany       |
| Grasshopper Cup Zürich, Suisse Hommes : PSA Gold 107 500 $ - tableau Femme : PSA Gold 107 500 $ - tableau          | 18-23 octobre 2022 | Mostafa Asal 13–11, 11–2, 11–5                 | Marwan El Shorbagy | Fares Dessouky Diego Elías             | Paul Coll Joel Makin Nicolas Müller Tarek Momen           |
| Grasshopper Cup Zürich, Suisse Hommes : PSA Gold 107 500 $ - tableau Femme : PSA Gold 107 500 $ - tableau          | 18-23 octobre 2022 | Nour El Sherbini 9–11, 11–9, 10–12, 11–3, 11–4 | Hania El Hammamy   | Rowan Elaraby Tesni Evans              | Salma Hany Nour El Tayeb Olivia Fiechter Georgina Kennedy |

#### Novembre
| Tournoi | Date                   | Champion                                       | Finaliste        | Demi-finalistes                 | Quart de finalistes                                                     |
| --- | ---------------------- | ---------------------------------------------- | ---------------- | ------------------------------- | ----------------------------------------------------------------------- |
| Open de Nouvelle-Zélande Tauranga, Nouvelle-Zélande Homme : PSA Silver 77 500 $ - tableau Femme : PSA Silver 77 500 $ - tableau | 8-18 novembre 2022     | Mohamed El Shorbagy 9–11, 11–8, 11–4, 11–7     | Paul Coll        | Victor Crouin Abdulla Al-Tamimi | Adrian Waller Andrew Douglas Leandro Romiglio David Baillargeon         |
| Open de Nouvelle-Zélande Tauranga, Nouvelle-Zélande Homme : PSA Silver 77 500 $ - tableau Femme : PSA Silver 77 500 $ - tableau | 8-18 novembre 2022     | Joelle King 11–4, 11–6, 11–5                   | Tesni Evans      | Nele Gilis Tinne Gilis          | Sarah-Jane Perry Satomi Watanabe Hollie Naughton Sabrina Sobhy          |
| Open de Singapour Kallang, Singapour Homme : PSA Gold 110 000 $ - tableau Femme : PSA Gold 110 000 $ - tableau                  | 15-20 novembre 2022    | Mohamed El Shorbagy 11–6, 11–6, 11–8           | Diego Elías      | Joel Makin Mostafa Asal         | Eain Yow Ng Tarek Momen Mazen Hesham Victor Crouin                      |
| Open de Singapour Kallang, Singapour Homme : PSA Gold 110 000 $ - tableau Femme : PSA Gold 110 000 $ - tableau                  | 15-20 novembre 2022    | Joelle King 11–6, 12–10, 11–4                  | Nour El Tayeb    | Sabrina Sobhy Amanda Sobhy      | Nele Gilis Sarah-Jane Perry Tinne Gilis Rowan Elaraby                   |
| Open de Malaisie Kuala Lumpur, Malaisie Homme : PSA Bronze 52 500 $ - tableau Femme : PSA Bronze 52 500 $ - tableau             | 22-26 novembre 2022    | Mazen Hesham 2–11, 8–11, 11–6, 11–8, 11–5      | Tarek Momen      | Joel Makin Nicolas Müller       | Marwan El Shorbagy Miguel Ángel Rodríguez Addeen Idrakie Patrick Rooney |
| Open de Malaisie Kuala Lumpur, Malaisie Homme : PSA Bronze 52 500 $ - tableau Femme : PSA Bronze 52 500 $ - tableau             | 22-26 novembre 2022    | Nele Gilis 5–11, 11–5, 13–11, 11–9             | Olivia Fiechter  | Rachel Arnold Tesni Evans       | Mélissa Alves Nadine Shahin Yathreb Adel Aifa Azman                     |
| Monte-Carlo Squash Classic Monte Carlo, Monaco Femme : PSA Challenger 20 20 000 $ - tableau                                     | 28 novembre–2 décembre | Mélissa Alves 11–7, 10–12, 11–7, 11–9          | Rana Ismail      | Nour Heikal Marie Stephan       | Torrie Malik Lucy Turmel Alicia Mead Menna Hamed                        |
| Hong Kong Open Hong Kong, Chine Homme : PSA Platinum 170 000 $ - tableau Femme : PSA Platinum 170 000 $ - tableau               | 28 novembre–4 décembre | Mostafa Asal 6–11, 6–11, 12–10, 11–9, 11–4     | Diego Elías      | Paul Coll Mohamed El Shorbagy   | Marwan El Shorbagy Youssef Soliman Mazen Hesham Victor Crouin           |
| Hong Kong Open Hong Kong, Chine Homme : PSA Platinum 170 000 $ - tableau Femme : PSA Platinum 170 000 $ - tableau               | 28 novembre–4 décembre | Hania El Hammamy 15–13, 9–11, 11–3, 8–11, 11–9 | Nour El Sherbini | Nouran Gohar Joelle King        | Nour El Tayeb Satomi Watanabe Nele Gilis Sarah-Jane Perry               |

#### Décembre
| Tournoi                                                                          | Date               | Champion                                  | Finaliste    | Demi-finalistes                   | Quart de finalistes                                                     |
| -------------------------------------------------------------------------------- | ------------------ | ----------------------------------------- | ------------ | --------------------------------- | ----------------------------------------------------------------------- |
| The Hong Kong Football Club Open Hong Kong Homme : PSA Bronze 55 000 $ - tableau | 6-10 décembre 2022 | Marwan El Shorbagy 11–8, 5–11, 11–9, 11–8 | Mazen Hesham | Youssef Soliman Dimitri Steinmann | Mohamed Elsherbini Iker Pajares Bernabeu Eain Yow Ng Mohamed Abouelghar |

### 2023

#### Janvier
| Tournoi | Date            | Champion                            | Finaliste           | Demi-finalistes                  | Quart de finalistes                                           |
| --- | --------------- | ----------------------------------- | ------------------- | -------------------------------- | ------------------------------------------------------------- |
| Carol Weymuller Open Brooklyn, États-Unis Femmes : PSA Bronze 51 250 $ - tableau                                               | 11 - 15 janvier | Georgina Kennedy 11–7, 12-10, 12-10 | Olivia Fiechter     | Satomi Watanabe Yathreb Adel     | Hana Moataz Aifa Azman Salma Hany Salma Eltayeb               |
| Houston Open Houston, États-Unis Hommes : PSA Gold 110 000 $ - tableau                                                         | 11 - 15 janvier | Mostafa Asal 11–6, 11–7, 11–2       | Mohamed El Shorbagy | Mazen Hesham Marwan El Shorbagy  | Youssef Soliman Grégoire Marche Victor Crouin Leonel Cárdenas |
| Tournament of Champions New York, États-Unis Homme : PSA Platinum 180 000 $ - tableau Femme : PSA Platinum 180 000 $ - tableau | 18-26 janvier   | Diego Elías 11–2, 11–6, 11–4        | Marwan El Shorbagy  | Paul Coll Miguel Ángel Rodríguez | Mazen Hesham Tarek Momen Fares Dessouky Victor Crouin         |
| Tournament of Champions New York, États-Unis Homme : PSA Platinum 180 000 $ - tableau Femme : PSA Platinum 180 000 $ - tableau | 18-26 janvier   | Nour El Sherbini 11–9, 3–1rtd.      | Nouran Gohar        | Hania El Hammamy Joelle King     | Nour El Tayeb Amanda Sobhy Jana Shiha Georgina Kennedy        |

#### Février
| Tournoi | Date            | Champion                                 | Finaliste          | Demi-finalistes                        | Quart de finalistes                                              |
| --- | --------------- | ---------------------------------------- | ------------------ | -------------------------------------- | ---------------------------------------------------------------- |
| Motor City Open Bloomfield Hills, États-Unis Hommes : PSA Silver 80 000 $ - tableau                                    | 1er - 5 février | Diego Elías 11–3, 11–4, 6–11, 11–3       | Mazen Hesham       | Tarek Momen Fares Dessouky             | Paul Coll Youssef Soliman Miguel Ángel Rodríguez Grégoire Marche |
| Cleveland Classic Cleveland, États-Unis Femmes : PSA Bronze 75 000 $ - tableau                                         | 1er - 5 février | Georgina Kennedy 13–11, 11–8, 7–11, 11–6 | Olivia Clyne       | Olivia Fiechter Tomato Ho              | Joelle King Tesni Evans Amanda Sobhy Nour El Tayeb               |
| DAC Pro Squash Classic Détroit, États-Unis Femmes : PSA Silver 51 250 $ - tableau                                      | 7 - 11 février  | Olivia Fiechter 11–7, 11–5, 6–11, 11–9   | Georgina Kennedy   | Olivia Clyne Salma Hany                | Nada Abbas Joelle King Rowan Elaraby Nele Gilis                  |
| Open de Pittsburgh Pittsburgh, États-Unis Hommes : PSA Silver 75 700 $ - tableau                                       | 8 - 12 février  | Diego Elías 11–5, 11–7, 11–2             | Marwan El Shorbagy | Youssef Soliman Mohamed Abouelghar     | Ali Farag Mazen Hesham Joel Makin Miguel Ángel Rodríguez         |
| Cincinnati Gaynor Cup Cincinnati, États-Unis Femmes : PSA Silver 75 000 $ - tableau                                    | 12 - 16 février | Nouran Gohar 12–10, 11–8, 11–6           | Olivia Clyne       | Salma Hany Georgina Kennedy            | Hollie Naughton Rowan Elaraby Lucy Turmel Sana Ibrahim           |
| Open de Calgary Calgary, Canada Hommes : PSA Bronze 55 000 $ - tableau                                                 | 13 - 17 février | Joel Makin 11–9, 11–4, 6–11, 12–10       | Victor Crouin      | Miguel Ángel Rodríguez Leonel Cárdenas | Auguste Dussourd Mohamed Elsherbini Nick Wall Nicolas Müller     |
| Squash on Fire Open Washington, États-Unis Homme : PSA Bronze 50 000 $ - tableau Femme : PSA Bronze 50 000 $ - tableau | 22 - 26 février | Victor Crouin 11–7, 7–11, 11–7, 11–5     | Mohamed Elsherbini | Saurav Ghosal Iker Pajares Bernabeu    | Lau Tsz-Kwan Omar Mosaad Karim El Hammamy Moustafa El Sirty      |
| Squash on Fire Open Washington, États-Unis Homme : PSA Bronze 50 000 $ - tableau Femme : PSA Bronze 50 000 $ - tableau | 22 - 26 février | Tinne Gilis 11–9, 11–5, 11–3             | Amina Orfi         | Sabrina Sobhy Farida Mohamed           | Sana Ibrahim Nada Abbas Nadine Shahin Katie Malliff              |

#### Mars
| Tournoi | Date       | Champion                               | Finaliste        | Demi-finalistes               | Quart de finalistes                                                  |
| --- | ---------- | -------------------------------------- | ---------------- | ----------------------------- | -------------------------------------------------------------------- |
| Chestnut Hill Classic Philadelphie, États-Unis Femme : PSA Bronze 51 250 $ - tableau                              | 2-6 mars   | Olivia Fiechter 11–8, 7–11, 11–7, 11–8 | Olivia Clyne     | Nele Gilis Mélissa Alves      | Rachel Arnold Hana Moataz Jana Shiha Tong Tsz-Wing                   |
| Black Ball Squash Open Le Caire, Égypte Homme : PSA Gold 110 000 $ - tableau Femme : PSA Gold 110 000 $ - tableau | 2-7 mars   | Mohamed El Shorbagy 14–12, 11–8, 11–7  | Tarek Momen      | Diego Elías Joel Makin        | Fares Dessouky Marwan El Shorbagy Mazen Hesham Ali Farag             |
| Black Ball Squash Open Le Caire, Égypte Homme : PSA Gold 110 000 $ - tableau Femme : PSA Gold 110 000 $ - tableau | 2-7 mars   | Nouran Gohar 11–9, 8–11, 12–10, 11–5   | Hania El Hammamy | Amanda Sobhy Joelle King      | Nour El Sherbini Sarah-Jane Perry Tinne Gilis Georgina Kennedy       |
| Canary Wharf Squash Classic Londres, Angleterre Homme : PSA Gold 110 000 $ - tableau                              | 12-17 mars | Paul Coll 7–11, 11–6, 11–4, 11–4       | Joel Makin       | Mostafa Asal Ali Farag        | Mohamed El Shorbagy Mazen Hesham Tarek Momen Baptiste Masotti        |
| Optasia Championships Londres, Angleterre Homme : PSA Gold 109 000 $ - tableau                                    | 21-26 mars | Karim Abdel Gawad 11–4, 11–7, 11–3     | Youssef Soliman  | Mazen Hesham Baptiste Masotti | Ali Farag Eain Yow Ng Joel Makin Charlie Lee                         |
| Open du Canada de squash Toronto, Canada Femme : PSA Bronze 51 250 $ - tableau                                    | 26-30 mars | Amanda Sobhy 8-11, 11-5, 11-5, 11-6    | Salma Hany       | Sabrina Sobhy Olivia Clyne    | Hollie Naughton Lucy Beecroft Sivasangari Subramaniam Emily Whitlock |

#### Avril
| Tournoi | Date         | Champion                          | Finaliste    | Demi-finalistes          | Quart de finalistes                                              |
| --- | ------------ | --------------------------------- | ------------ | ------------------------ | ---------------------------------------------------------------- |
| British Open Hull, Angleterre Homme : PSA Platinum 179 000 $ - tableau Femme : PSA Platinum 179 000 $ - tableau | 9 - 16 avril | Ali Farag 13–11, 5–11, 11–8, 11–9 | Diego Elías  | Mazen Hesham Paul Coll   | Victor Crouin Marwan El Shorbagy Karim Abdel Gawad Tarek Momen   |
| British Open Hull, Angleterre Homme : PSA Platinum 179 000 $ - tableau Femme : PSA Platinum 179 000 $ - tableau | 9 - 16 avril | Nour El Sherbini 11–9, 11–7, 11–1 | Nouran Gohar | Amanda Sobhy Joelle King | Rowan Elaraby Georgina Kennedy Hania El Hammamy Sarah-Jane Perry |

#### Mai
| Tournoi | Date             | Champion                             | Finaliste         | Demi-finalistes                   | Quart de finalistes                                            |
| --- | ---------------- | ------------------------------------ | ----------------- | --------------------------------- | -------------------------------------------------------------- |
| Championnat du monde Chicago, États-Unis Homme : World Series 500 000 $ - tableau Femme : World Series 500 000 $ - tableau | 3 - 11 mai       | Ali Farag 12–10, 11–6, 11–6          | Karim Abdel Gawad | Mohamed El Shorbagy Mostafa Asal  | Mazen Hesham Tarek Momen Paul Coll Diego Elías                 |
| Championnat du monde Chicago, États-Unis Homme : World Series 500 000 $ - tableau Femme : World Series 500 000 $ - tableau | 3 - 11 mai       | Nour El Sherbini 11–6, 11–4, 12–10   | Nouran Gohar      | Hania El Hammamy Joelle King      | Nele Gilis Nour El Tayeb Amanda Sobhy Georgina Kennedy         |
| Open de Manchester Manchester, Angleterre Homme : PSA Silver 77 500 $ - tableau Femme : PSA Silver 775 000 $ - tableau     | 17 - 21 mai 2023 | Ali Farag 10–12, 13–11, 11–2, 11–5   | Karim Abdel Gawad | Tarek Momen Joel Makin            | Nicolas Müller Fares Dessouky Patrick Rooney Victor Crouin     |
| Open de Manchester Manchester, Angleterre Homme : PSA Silver 77 500 $ - tableau Femme : PSA Silver 775 000 $ - tableau     | 17 - 21 mai 2023 | Nour El Tayeb 11–9, 11–7, 5–11, 11–9 | Nele Gilis        | Georgina Kennedy Satomi Watanabe  | Tesni Evans Sivasangari Subramaniam Joelle King Emily Whitlock |
| El Gouna International El Gouna, Égypte Homme : PSA Platinum 180 000 $ - tableau Femme : PSA Platinum 180 000 $ - tableau  | 26 mai-2 juin    | Ali Farag 12–10, 10–12, 11–6, 11–2   | Mostafa Asal      | Mohamed El Shorbagy Diego Elías   | Paul Coll Victor Crouin Mazen Hesham Iker Pajares Bernabeu     |
| El Gouna International El Gouna, Égypte Homme : PSA Platinum 180 000 $ - tableau Femme : PSA Platinum 180 000 $ - tableau  | 26 mai-2 juin    | Nouran Gohar 11–5, 11–7, 11–9        | Nele Gilis        | Hania El Hammamy Nour El Sherbini | Salma Hany Tinne Gilis Tesni Evans Georgina Kennedy            |

#### Juin
| Tournoi | Date       | Champion                                    | Finaliste        | Demi-finalistes                | Quart de finalistes                                                  |
| --- | ---------- | ------------------------------------------- | ---------------- | ------------------------------ | -------------------------------------------------------------------- |
| World Series Finals 2022-2023 Le Caire, Égypte Homme : World Series Finals 185 000 $ - tableau Femme : World Series Finals 185 000 $ - tableau | 21-26 juin | Mostafa Asal 9–11, 11–6, 11–3, 11–5         | Diego Elías      | Mohamed El Shorbagy Ali Farag  | Round Robin: Mazen Hesham Paul Coll Tarek Momen Victor Crouin        |
| World Series Finals 2022-2023 Le Caire, Égypte Homme : World Series Finals 185 000 $ - tableau Femme : World Series Finals 185 000 $ - tableau | 21-26 juin | Nouran Gohar 10–11, 11–9, 9–11, 11–6, 12–10 | Hania El Hammamy | Nour El Sherbini Nour El Tayeb | Round Robin: Georgina Kennedy Joelle King Nele Gilis Olivia Fiechter |

## Classements 2022
| Rang | Joueur                 | Pays             |
| 1    | Ali Farag              | Égypte           |
| 2    | Mostafa Asal           | Égypte           |
| 3    | Paul Coll              | Nouvelle-Zélande |
| 4    | Mohamed El Shorbagy    | Égypte           |
| 5    | Diego Elías            | Pérou            |
| 6    | Marwan El Shorbagy     | Égypte           |
| 7    | Tarek Momen            | Égypte           |
| 8    | Mazen Hesham           | Égypte           |
| 9    | Fares Dessouky         | Égypte           |
| 10   | Victor Crouin          | France           |
| 11   | Joel Makin             | Pays de Galles   |
| 12   | Youssef Soliman        | Égypte           |
| 13   | Nicolas Müller         | Suisse           |
| 14   | Miguel Ángel Rodríguez | Colombie         |
| 15   | Grégoire Marche        | France           |
| 16   | Karim Abdel Gawad      | Égypte           |
| 17   | Saurav Ghosal          | Inde             |
| 18   | Youssef Ibrahim        | Égypte           |
| 19   | Patrick Rooney         | Angleterre       |
| 20   | Raphael Kandra         | Allemagne        |

| Rang | Joueuse                 | Pays             |
| 1    | Nouran Gohar            | Égypte           |
| 2    | Nour El Sherbini        | Égypte           |
| 3    | Hania El Hammamy        | Égypte           |
| 4    | Joelle King             | Nouvelle-Zélande |
| 5    | Amanda Sobhy            | États-Unis       |
| 6    | Nour El Tayeb           | Égypte           |
| 7    | Rowan Elaraby           | Égypte           |
| 8    | Sarah-Jane Perry        | Angleterre       |
| 9    | Nele Gilis              | Belgique         |
| 10   | Olivia Fiechter         | États-Unis       |
| 11   | Tinne Gilis             | Belgique         |
| 12   | Tesni Evans             | Pays de Galles   |
| 13   | Salma Hany              | Égypte           |
| 14   | Georgina Kennedy        | Angleterre       |
| 15   | Sabrina Sobhy           | États-Unis       |
| 16   | Farida Mohamed          | Égypte           |
| 17   | Hollie Naughton         | Canada           |
| 18   | Sivasangari Subramaniam | Malaisie         |
| 19   | Nada Abbas              | Égypte           |
| 20   | Olivia Clyne            | États-Unis       |

## Classements
| Rang | Joueur                 | Pays             |
| 1    | Ali Farag              | Égypte           |
| 2    | Mostafa Asal           | Égypte           |
| 3    | Diego Elías            | Pérou            |
| 4    | Paul Coll              | Nouvelle-Zélande |
| 5    | Mazen Hesham           | Égypte           |
| 6    | Karim Abdel Gawad      | Égypte           |
| 7    | Joel Makin             | Pays de Galles   |
| 8    | Tarek Momen            | Égypte           |
| 9    | Mohamed El Shorbagy    | Angleterre       |
| 10   | Marwan El Shorbagy     | Angleterre       |
| 11   | Youssef Soliman        | Égypte           |
| 12   | Victor Crouin          | France           |
| 13   | Aly Abou Eleinen       | Égypte           |
| 14   | Fares Dessouky         | Égypte           |
| 15   | Eain Yow Ng            | Malaisie         |
| 16   | Youssef Ibrahim        | Égypte           |
| 17   | Miguel Ángel Rodríguez | Colombie         |
| 18   | Leonel Cárdenas        | Mexique          |
| 19   | Dimitri Steinmann      | Suisse           |
| 20   | Greg Lobban            | Écosse           |

| Rang | Joueuse                 | Pays       |
| 1    | Nour El Sherbini        | Égypte     |
| 2    | Nouran Gohar            | Égypte     |
| 3    | Hania El Hammamy        | Égypte     |
| 4    | Olivia Weaver           | États-Unis |
| 5    | Nele Coll               | Belgique   |
| 6    | Tinne Gilis             | Belgique   |
| 7    | Georgina Kennedy        | Angleterre |
| 8    | Rowan Elaraby           | Égypte     |
| 9    | Sivasangari Subramaniam | Malaisie   |
| 10   | Amina Orfi              | Égypte     |
| 11   | Satomi Watanabe         | Japon      |
| 12   | Salma Hany              | Égypte     |
| 13   | Fayrouz Aboelkheir      | Égypte     |
| 14   | Nada Abbas              | Égypte     |
| 15   | Farida Mohamed          | Égypte     |
| 16   | Sarah-Jane Perry        | Angleterre |
| 17   | Sabrina Sobhy           | États-Unis |
| 18   | Sana Ibrahim            | Égypte     |
| 19   | Jasmine Hutton          | Angleterre |
| 20   | Amanda Sobhy            | États-Unis |

## Retraites
Ci-dessous, la liste des joueurs et joueuses notables (gagnants un titre majeur ou ayant fait partie du top 30 pendant au moins un mois) ayant annoncé leur retraite du squash professionnel, devenus inactifs ou ayant été bannis durant la saison 2022-2023:
- Yip Tsz Fung, né le 19 septembre 1993 à Hong Kong, rejoint le circuit pro en 2013 atteignant en avril 2019 la 21e place mondiale sur le circuit international. Il est deux fois champion national et deux fois champion d'Asie par équipes. Il se retire en septembre 2022[7].
- Alan Clyne, né le 25 juillet 1986 à Inverness (Écosse), rejoint le circuit pro en 2007 atteignant en novembre 2017 la 24e place mondiale sur le circuit international. Il est champion d'Écosse à dix reprises. Il se retire en octobre 2022 après l'US Open[8].
- Mathieu Castagnet, né le 14 novembre 1986 à Saintes, rejoint le circuit pro en 2005 atteignant en mai 2016 la 6e place mondiale sur le circuit international. Il est triple champion de France en 2015, 2016 et 2018 et triple champion d'Europe par équipes en 2015, 2017 et 2018. Il prend sa retraite sportive en décembre 2022[9].
- Julianne Courtice, née le 3 novembre 1991 à Gloucester, rejoint le circuit pro en 2016 atteignant en octobre 2020 la 28e place mondiale sur le circuit international. Elle prend sa retraite sportive en janvier 2023.
- Donna Urquhart connue aussi sous le nom de Donna Lobban, née le 19 décembre 1986 à Yamba, rejoint le circuit pro en 2005 atteignant en mai 2011 la 13e place mondiale sur le circuit international. Elle remporte le Monte-Carlo Squash Classic 2017 et deux titres de championne d'Australie en 2009 et 2019. Elle prend sa retraite sportive en janvier 2023[10].
- Borja Golán, né le 6 janvier 1983 à Saint-Jacques-de-Compostelle, rejoint le circuit pro en 2002 atteignant en avril 2014 la 5e place mondiale sur le circuit international. Il est 17 fois champion d'Espagne et double champion d'Europe par équipes en 2016 et 2018. Il prend sa retraite sportive en mai 2023[11].